# Žarko Muljačić
Žarko Muljačić (Spalato, 2 ottobre 1922 – Zagabria, 6 agosto 2009) è stato un linguista, glottologo e italianista jugoslavo.

## Biografia
Muljačić studiò presso l'Università di Zagabria con Petar Skok e Mirko Deanović. Dal 1947 al 1950 insegnò presso alcune scuole superiori di Pola e Spalato, dal 1950 al 1953 fu archivista a Ragusa, per poi essere nominato assistente presso l'Università di Zagabria. Conseguì il dottorato di ricerca nel 1955 con Mirko Deanović dell'Università di Zagabria con la dissertazione Tomo Basiljević-Baselji predstavnik prosvjećenja u Dubrovniku (pubblicata a Belgrado il 1958), e l'abilitazione nel 1960 con l'opera Dalmatski Elementi u mletački pisanim dubrovačkim dokumentima 14 st. Prilog raguzejskoj dijakronoj fonologiji i dalmatsko-mletačkoj konvergencij.
Dal 1956 Muljačić insegnò presso la facoltà di nuova Filosofia di Zara, di nuova costituzione (poi divenuta Università di Zara), fino al 1961 come docente, poi come professore associato fino al 1965, e, infine, come professore di Linguistica italiana fino al 1972 (ricoprendo la carica di preside di facoltà dal 1964 al 1966). Dal 1973 al 1988 Muljačić fu docente presso l'Università libera di Berlino ovest. Dal 1977 fu socio corrispondente dell'Accademia jugoslava delle scienze e delle arti (poi divenuta Accademia croata delle Scienze e delle Arti dopo la dissoluzione della Repubblica socialista federale e l'indipendenza del paese).
Nel 1983 ricevette il Premio Galileo Galilei dei Rotary Club Italiani, nella sezione Storia della lingua italiana.
Nel 2004, il presidente della Repubblica italiana, Carlo Azeglio Ciampi, gli conferì il titolo onorifico di grande ufficiale dell'Ordine della Stella della Solidarietà Italiana.

## Opere
- Opća fonologija i fonologija suvremenoga talijanskog jezika, Zagabria, 1964.
- Fonologia generale e fonologia della lingua italiana, Bologna, 1969.
- Introduzione allo studio della lingua italiana, Torino, 1971.
- Fonologia della lingua italiana, Bologna, 1972.
- Fonologia generale, Bologna, 1973.
- Scaffale italiano. Avviamento bibliografico allo studio della lingua italiana, Firenze, 1991.
- Putovanja Alberta Fortisa po Hrvatskoj i Sloveniji (1765—1791), Spalato, 1996.
- (curatore), L’italiano e le sue varietà linguistiche, Aarau, 1998.
- Das Dalmatische. Studien zu einer untergegangenen Sprache, Colonia, 2000.
- Problemi manjinskih jezika u romanskim državama u Europi, Fiume, 2007.